# Manuel Belletti
Manuel Belletti (født 14. oktober 1985 i Cesena) er en tidligere professionel italiensk landevejscykelrytter. Hans største merit er sejren på 13. etape af Giro d'Italia 2010.